# Goździeniec cielisty
Goździeniec cielisty (Clavaria incarnata Weinm.) – gatunek grzybów należący do rodziny goździeńcowatych (Clavariaceae).

## Systematyka i nazewnictwo
Pozycja w klasyfikacji według Index Fungorum: Clavaria, Clavariaceae, Agaricales, Agaricomycetidae, Agaricomycetes, Agaricomycotina, Basidiomycota, Fungi.
Po raz pierwszy opisał go w 1836 r. Johann Anton Weinmann na ziemi w północnej, europejskiej części Rosji.
Polska nazwa występuje w internetowym atlasie grzybów.

## Morfologia
Bazydiokarp
Maczugowaty, w postaci prostej, nierozgałęzionej, cylindrycznej i podłużnie bruzdowanej pałeczki, u nasady lekko owłosionej. Powierzchnia cielistoróżowa, łososioworóżowa, biaława.
Cechy mikroskopowe
Podstawki cylindryczne do maczugowatych, dwu- lub cztero-zarodnikowe bez sprzążki u podstawy. Bazydiospory elipsoidalne, gładkie, z wyrostkiem wnęki i gutulami (6,5) 6,6 – 8,6 (10,2) × (3,8) 3,85 – 4,2 (4,3) µm; Q = 1,63 – 2,1. System strzępkowy monomityczny ze strzępkami równoległymi, septowanymi, bez sprzążek, niektóre z zakończeniami w kształcie zębów piły.

## Występowanie i siedlisko
Podano stanowiska w Ameryce Północnej i Europie. Brak go w opracowanym w 2003 r. przez W. Wojewodę wykazie wielkoowocnikowych grzybów podstawkowych Polski. Pierwsze stanowiska tego gatunku podali B. Gierczyk i inni w 2018 r. Aktualne stanowiska podaje także internetowy atlas grzybów. Znajduje się w nim na liście gatunków zagrożonych i wartych objęcia ochroną.
Naziemny grzyb saprotroficzny.